# Népmozgalom Budán 1439-ben
A népmozgalom Budán 1439-ben május 23-án kirobbant felkelés, amelynek során a magyar polgárok a német patríciusok ellen támadtak, és kiharcolták, hogy a magyar polgárság egyenlő jogokra tegyen szert, és a városi tanácsba fele-fele arányba kerüljenek magyar és német tanácstagok, a budai városi bírót pedig évente felváltva a magyar és német polgárok közül válasszák.

## Előzményei
Amikor 1437-ben Habsburg Albert személyében német-osztrák uralkodó került Magyarország trónjára, a budai német patríciusok eltörölték azt a szokást, hogy a városi (fő)bíró felváltva a két nemzet polgárai közül kerüljön ki, ekkor a magyarokat kizárták a bírói hivatalból, és a 12 tagú városi tanácsban csak két magyar kerülhetett be. Ez a változás felháborította a magyar polgárokat, akiknek a vezére Ötvös János, a magyar céhpolgárság vezetője volt, és aki felemelte hangját az új gyakorlat ellen, amivel kivívta a német polgárok dühét. Annak ellenére, hogy ekkor Farkas László személyében magyar ember ült a budai bírói székben 1437 óta, ő a felesége révén is a német patríciusok érdekeit képviselte, akik pedig a magyar céhek gyanakvását akarták ezzel elaltatni.
1439. májusában egyik éjjel elfogták Ötvöst, akit egy pincébe vittek, ott megkínozták, megölték, egy nehéz követ akasztottak a nyakába, majd a holttestét a Dunába dobták. Néhány nappal az eltűnése után a folyó kivetette a hulláját, és a gyilkosságot a magyarok a német polgároknak tulajdonítottak, bár vizsgálat sohasem történt, nem derült ki, hogy valójában ki vagy kik követték el ezt a szörnyű tettet.

## A népmozgalom
Buda magyar lakosságát megdöbbentette ez a kegyetlen rémtett, és népmozgalom robbant ki Budán 1439. május 23-án. A haragjukat a német patríciusok ellen fordították, akinek a házait megtámadták, és kifosztották. Albert király épp ezekben a napokban érkezett vissza német királlyá választása és cseh királlyá koronázása után közvetlenül szülőhazájából, Ausztriából, még áprilisban, amikor ez a népfelkelés fogadta a magyar királyi székhelyén, közvetlenül a Budára meghirdetett országgyűlés előtt hat nappal. Egyes vélemények szerint a szálak magasra értek, és a németgyűlölet szításában a király feleségének, Luxemburgi Erzsébet királynénak is benne volt a keze, hiszen Erzsébet feltehetően még mindig neheztelt arra, hogy az 1437-es királyválasztásnál neki csak a királynéi szerep jutott, és most a politikai befolyását és hatalmát szerette volna növelni. 
A népharag lecsendesítésébe beavatkozott a pápai inkvizítor, Marchiai Jakab is, „akit a nép azzal kergetett el, hogy »az Isten is velünk van«.”
Garai László macsói bánt küldték a mozgalom elfojtására, aki „utalva az elhunyt tiszteletre méltó nevére s arra, hogy emlékét ily kihágásokkal beszennyezni nem szabad, rábírta a magyarságot, hogy szétoszoljék.”
A legfőbb bűnösnek éppen Farkas László budai bírót tartották. „Az a körülmény, hogy a zendülők halálra keresték, s csak a király segítségével tudta megmenteni életét, szintén arra utal, hogy a magyar közvélemény őt okolta Ötvös János halála miatt. Nincs oly körülmény, amely, ha nem is éppen megkívánná, de egyáltalán lehetővé tenné, hogy Farkas László felelősségét csökkentsük. Életviszonyai arra ösztönözték, hogy szembeforduljon minden olyan törekvéssel, amely társainak, a Kammerherreknek a hegemóniáját veszélyeztetheti. Ezeket védve, saját befolyását és hatalmát biztosíthatta. A magyar–német ellentét mezében megjelenő harc voltaképpen a Kammerherrek és a céhekbe tömörült kézművesek közt folyt. A  kiskereskedelemből kiszorított olaszok érzelmileg aligha azonosították magukat a Kammerherrekkel, a német kézműveseknek viszont minden okuk megvolt, hogy a magyar törekvésekkel rokonszenvezzenek. Buda jellegének megváltozása, a céhek képviselőinek helyfoglalása a tanácsban, az egyoldalú vállalkozó kereskedelmi, patrícius érdekek visszaszorítása szükségképpen az ő érvényesülésüket is előmozdította. [...] Az érzelmi tényezők megsokszorozták a támadók erejét, a plebejusi és zsellérparaszti tömegek pedig győzelemhez juttatták. Buda főváros-jellege magával hozta, hogy az egyoldalú német uralom megtörését, a hatalomból kirekesztett elemek érvényesülését olyanok is szükségesnek találták, akik nem remélhettek közvetlen előnyt a változásból. [...] Az olasz kereskedők boltjait tehát nem törték fel, noha azokban talán gazdagabb zsákmányra találtak volna.”

## Utóhatásai
A felkelés eredményeként eltörölték az eddigi választási rendszert. Kiharcolták, hogy a magyar polgárság egyenlő jogokra tegyen szert, és a városi tanácsba fele-fele arányba kerüljenek magyar és német tanácstagok, a budai városi bírót pedig évente felváltva a magyar és német polgárok közül választják. Kopácsi Dénes, a népmozgalom egyik vezetője lett 1440/41-ben Buda város első új rendszerű magyar bírája.
Miután Farkas László Erzsébet királyné híve, valamint Győr harmincadispánja volt, és mivel a királyné 1440. februárjában végleg elhagyta Budát, I. Ulászlónak az 1440. május 21-ei budai bevonulása következményeként az új király július 31-én elkobozta a volt budai bíró mindkét házát, és Nánai Kompolt Pál volt pohárnokmesternek juttatta.

## Irodalmi megjelenése
Bán Mór a Hunyadi – A hadak villáma c. regényében az Ötvös-gyilkosság és a következményei is megjelennek.